# Erioptera vespertina
Erioptera vespertina är en tvåvingeart som beskrevs av Osten Sacken 1860. Erioptera vespertina ingår i släktet Erioptera och familjen småharkrankar. Inga underarter finns listade i Catalogue of Life.